# (36889) 2000 SW166
2000 SW166 (asteroide 36889) é um asteroide da cintura principal. Possui uma excentricidade de 0.01786030 e uma inclinação de 10.24999º.
Este asteroide foi descoberto no dia 23 de setembro de 2000 por LINEAR em Socorro.